# Château de la Poujade
Pour l’article ayant un titre homophone, voir Château de Lapoujade.
Le château de la Poujade est situé sur la commune d'Urval, dans le département de la Dordogne. 

## Historique
Le monument fait l’objet d’une inscription au titre des monuments historiques depuis le 15 mai 2003.